# Aeroportul TSTC Waco
Aeroportul TSTC Waco (IATA: CNW, ICAO: KCNW, FAA LID: CNW) este un aeroport din Texas, Statele Unite ale Americii ce deservește zona Waco. Aeroportul a fost tranzitat în 2019 de 4 pasageri. A fost numit după zona deservită.
Situat la o altitudine de 143 m, aeroportul dispune de 2 piste.

## Infrastructură

### Piste
Aeroportul dispune de 2 piste. Pista 17L/35R are suprafața de asfalt și dimensiunile 8.600 picioare × 150 picioare. Pista 17R/35L are suprafața de beton și dimensiunile 6.291 picioare × 75 picioare. 